# Edvard Storm
Edvard Storm (Vågå, Oppland, 21 de agosto de 1749 - Copenhague, 29 de septiembre de 1794) fue un poeta y pedagogo noruego, naturalizado danés.

## Biografía
Era hijo de Johan Storm, pastor luterano en Vågå, y su segunda esposa, Birgitta Ingeborg Røring. Pasó en la casa parroquial de Vågå sus primeros doce años hasta 1756, en que marchó al colegio en Christianía, nombre entonces de la ciudad de Oslo. En 1765 aprobó el examen de ingreso en la Universidad de Copenhague, pero esperó algunos años antes de empezar. Por corto tiempo ejerció la enseñanza en Lesja y luego regresó a la casa de su infancia entre 1766 y 1769. Su interés por la naturaleza y la literatura se manifiesta en esos años y le distrae del estudio de la Teología, que se vio incapaz de terminar en Copenhague, hacia donde se marchó a vivir en 1769 y donde ya residiría el resto de su vida. A pesar de ser noruego, no se unió a la Det Norske Selskab: admiraba al poeta danés Johannes Ewald. Escribió nueve canciones en dialecto noruego a comienzos de la década de los setenta que son considerados muy especiales no porque sean sus primeras obras, sino por el papel seminal que desempeñaron en la primitiva literatura en noruego; se los estima los mejores que escribió Storm.
La añoranza de Noruega inspiró muchos de los poemas de su Adskilligt Vers paa ("Muchas cosas en verso", 1775) bajo el seudónimo de Siverssen Erland. Otros libros suyos son Indfødsretten ("Ciudadanía", 1778) y Fabler og Fortællinger ("Fábulas y cuentos", 1782), que combina humor, erudición y propósito moral.
Junto con otros dieciséis escritores daneses fundó en 1786 la Sociedad para las generaciones futuras, cuyo objetivo principal fue la educación de los niños, para la cual afirmó Storm que el modelo mejor era el filantrópico de la Ilustración, la abolición del aprendizaje de los idiomas clásicos y la educación en las artes liberales. Storm fue nombrado director de la escuela popular para niños y tuvo entre sus alumnos al poeta del Romanticismo danés Adam Oehlenschläger.

## Obras
- Bræger de 1774.
- Vers Adskilligt paa de 1775.
- Infødsretten de 1778.
- Fabler Fortællinger og i den Gellertske Smag de 1778.
- Samlede Digte de 1785.